# Лесной (Кувандыкский район)
Лесной — посёлок в Кувандыкском городском округе Оренбургской области России.

## География
Посёлок находится на востоке центральной части Оренбургской области, на берегах реки Блявы, на расстоянии примерно 28 километров (по прямой) к востоку-юго-востоку (ESE) от города Кувандык, административного центра района. Абсолютная высота — 410 метров над уровнем моря.
Климат
Климат характеризуется как умеренно континентальный, с четырьмя чётко выраженными временами года. Абсолютный минимум температуры воздуха самого холодного месяца (января) составляет −45 °C; абсолютный максимум самого тёплого месяца (июля) — 42 °C. Среднегодовое количество атмосферных осадков составляет 300—550 мм, из которых около 70 % выпадает в весенне-летний период. Снежный покров довольно устойчив и держится в течение 150 дней в году.
Часовой пояс
Посёлок Лесной, как и вся Оренбургская область, находится в часовой зоне МСК+2. Смещение применяемого времени относительно UTC составляет +5:00.

## История
До 1 мая 2015 года входил в состав ныне упразднённого Новосаринского сельсовета.

## Население
| 2010 |
| ---- |
| 64   |

Гендерный состав
По данным Всероссийской переписи населения 2010 года в гендерной структуре населения мужчины составляли 51,6 %, женщины — соответственно 48,4 %.
Национальный состав
Согласно результатам переписи 2002 года, в национальной структуре населения русские составляли 81 % из 136 чел.